# Daniel Fuchs
Daniel Fuchs (Manhattan, 25 de juny de 1909 - Los Angeles, 26 de juliol de 1993) fou un escriptor i guionista nord-americà.
Va iniciar la seva carrera com a novel·lista. Les seves dues primeres novel·les Summer in Williamsburg (1934) i Homage to Blenholt (1936) descrivien l'estil de vida jueu a Williamsburg (Brooklyn) lloc on passà bona part de la seva infantesa. També va escriure relats breus i assajos personals per al The New Yorker. La seva tercera novel·la Low company (1937) li va servir de passaport a Hollywood i a l'edat de 26 anys es va traslladar a Los Angeles. Destaquen a la seva carrera els treballs literaris per a pel·lícules de cinema negre com Hollow Triumph, tornat a titular "The Scar" al cinema (1948), "Criss Cross" (1949), "Panic in the Streets" (1950) i "Storm warning" (1950). El 1955 va guanyar l'Oscar a la millor història per "Love me or leave me", un biopic sobre la vida de la cantant de jazz Ruth Etting i del seu matrimoni tumultuós amb el gàngster Marty Snyder. El 1971 es va publicar la seva novel·la curta sobre Hollywood West of the Rockies i el 1979 va aparèixer The Apathetic Bookie Joint, un recull de relats breus molts dels quals s'havien publicat separadament abans.

## Novel·les i relats
- Summer in Williamsburg (1934)
- Homage to Blenholt (1936)
- Low Company (1937)
- West of the Rockies (1971)
- The Apathetic Bookie Joint (1979)

## Guions de cinema
- The Day the Bookies Wept (1939)
- The Big Shot (1942)
- The Hard Way (1943)
- Between Two Worlds (1944)
- The Gangster (1947, basada en la seva novel·la Low Company)
- The Scar (1948, basada en la seva novel·la Hollow Triumph)
- Criss Cross (1949)
- Panic in the Streets (1950)
- Taxi (1953)
- Storm warning (1951)
- The Human Jungle (1954)
- Love Me or Leave Me (1955)
- Saddle the Wind (1958)
- Interlude (1957)
- Jeanne Eagels (1957)